# Giáp Thìn
Giáp Thìn (chữ Hán: 甲辰) là kết hợp thứ 41 trong hệ thống đánh số Can Chi của người Á Đông. Nó được kết hợp từ thiên can Giáp (Mộc dương) và địa chi Thìn (Rồng). Trong chu kỳ của lịch Trung Quốc, nó xuất hiện trước Ất Tỵ và sau Quý Mão.

## Các năm Giáp Thìn
Giữa năm 1700 và 2300, những năm sau đây là năm Giáp Thìn (lưu ý ngày được đưa ra được tính theo lịch Việt Nam, chưa được sử dụng trước năm 1967):
- 1724
- 1784
- 1844
- 1904 (16 tháng 2, 1904 – 3 tháng 2, 1905)
- 1964 (13 tháng 2, 1964 – 1 tháng 2, 1965)
- 2024 (10 tháng 2, 2024 – 28 tháng 1, 2025)
- 2084 (6 tháng 2, 2084 – 25 tháng 1, 2085)
- 2144 (4 tháng 2, 2144 – 22 tháng 1, 2145)
- 2204
- 2264